# Dobravica (Šentjernej)
Dobravica is een plaats in Slovenië en maakt deel uit van de gemeente Šentjernej in de NUTS-3-regio Jugovzhodna Slovenija. De plaats telde 182 inwoners op 1 januari 2020.